# Turia (Covasna)
Turia (en hongrois: Torja) est une commune roumaine du județ de Covasna, dans le Pays sicule en Transylvanie. Elle est composée des deux villages suivants:
- Alungeni (Futásfalva)
- Turia, siège de la commune

## Localisation
Turia est situé au centre-nord du județ de Covasna, à l'est de la Transylvanie, au pied des monts Brețcu dans les Carpates orientales, sur les rives de la Turia, à 50 km de Sfântu Gheorghe (Sepsiszentgyörgy)

## Monuments et lieux touristiques
- Église réformée du village de Turia (construction XVIe siècle), monument historique
- Église catholique du village de Alungeni
- La forteresse Bálványos (construction XIIIe siècle, XIVe siècle), monument historique[2]
- Château Apor du village de Turia (construite au XVIe siècle), monument historique
- Maison en bois du village de Alungeni (XVIIe siècle), monument historique
- Porte sicule in Alungeni (construit en 1825), monument historique
- Porte sicule du village de Turia (construite au XIXe siècle), monument historique
- Site archéologique Torjávara) du vilade de Turia
- Monts Brețcu
- Rivière Turia